# Formación de los veterinarios en Francia
En Francia, la formación de los veterinarios está proporcionada por cuatro grandes escuelas especializadas, las escuelas de veterinaria, ubicadas en Lyon, Maisons-Alfort, Nantes y Tolosa. Los estudios, de una duración mínima de siete años después del bachillerato, terminan con una tesis de ejercicio que da derecho al diploma de Estado de doctor veterinario.
El cursus empieza con dos años de estudios científicos al final de los cuales los estudiantes opositan un concurso nacional para la entrada en una escuela de veterinaria en la cual los estudios continúan durante cinco años.
Francia fue el primer país en el que la enseñanza de la medicina veterinaria se ha institucionalizado a través de la creación de las primeras escuelas de veterinaria en el siglo XVIII.

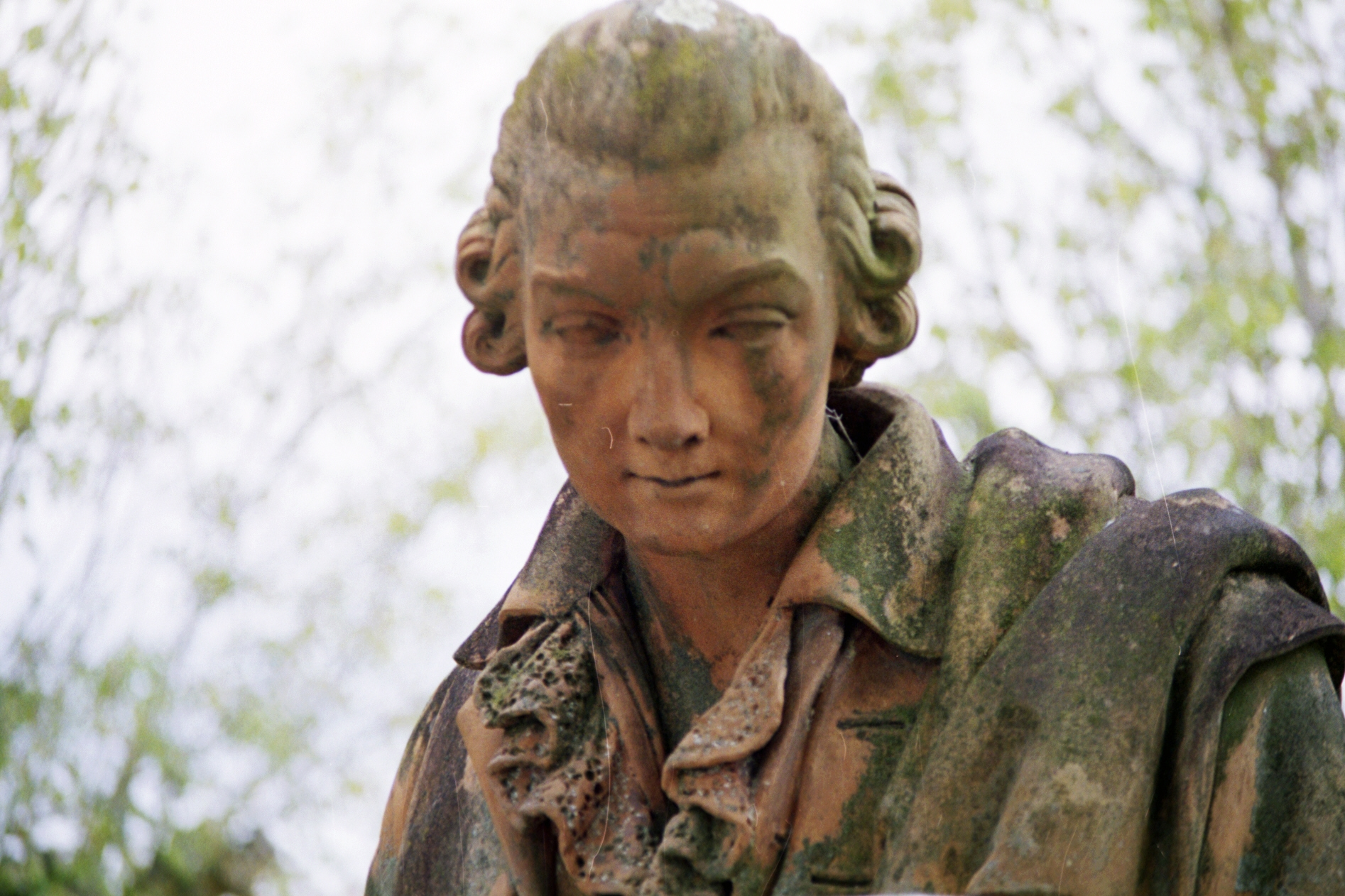
Claude Bourgelat, precursor de la enseñanza veterinaria en Francio

## Formación de doctor veterinario

### Estudios preliminares y preparación para el concurso de ingreso
El ingreso en una escuela de veterinaria se hace a través de un concurso nacional accesible después de dos años de estudios científicos y cual número de plazas es de unos 550 por año (el número exacto se establece cada año por el ministerio de Agricultura). El concurso está organizado por el departamento de los concursos agronómicos y veterinarios.
El número de intentos de ingreso se limita a dos por persona, de cualquiera que fuera el concurso elegido.
Hay cinco posibles concursos después de los cuales los esudiantes admitidos hacen deseos de integración en las cuatro escuelas en orden de preferencia, las plazas se llenan entonces por orden de mérito.

#### Clase preparatoria a las grandes escuelas BCPST
Esta clase preparatoria a las grandes escuelas, carrera BCPST (acrónimo de Biología, Química, Física, Ciencias de la Tierra), abierta a los estudiantes con un bachillerato científico, permite participar en el concurso A BCPST. Es accesible después de una selección a base del expediente teniendo en cuenta las calificaciones trimestrales de los dos últimos años de la enseñanza secundaria.
Estos dos años de formación no son propios a la formación de veterinarios, sino que también permiten opositar concursos de ingreso en escuelas de ingeniería en agronomía, en alimentos, en horticultura, en geología, en química y en física, y en las Escuelas Normales Superiores (carrera biología o geología). Por consiguiente, todos los estudiantes reciben una amplia formación en diversos campos, que pueden no estar directamente relacionados con la medicina veterinaria, como la botánica, la física, la química, la geología y las matemáticas.
Cada año, alrededor de la mitad de los estudiantes admitidos al concurso de ingreso A BCPST tuvieron que intentarle dos veces y, por tanto, seguir tres años de estudios en una clase preparatoria a las grandes escuelas.
Este concurso es el que ofrece el mayor número de plazas, 436 en 2014, o sea 109 para cada escuela. La tasa de éxito es aproximadamente de un 23%.

#### DUT, BTS y BTSA
El concurso C está abierto a los titulares de ciertos DUT (Diploma Universitario de Tecnológica), ciertos BTS (Dilpoma de Técnico Superior) o de un BTSA (Dilpoma de Técnico Superior Agrícola).
Hay 56 plazas disponibles en 2014, o sea 14 para cada escuela.

#### Grado de biología
El concurso B está abierto a estudiantes registrados en segundo o tercero año de grado de biología. El segundo año debe estar aprobado para permitir el ingreso en las escuelas.
Algunas universidades ofrecen una formación adicional a los estudiantes de primero y segundo año de grado para preparar este concurso, esta formación consiste en cursos adicionales para estudiar las partes del programa del concurso que no son objeto de estudio en el grado y cursillos intensivos de preparacición para las pruebas escritas y orales. Estas formaciones adicionales ofrecen un número limitado de plazas.
Alrededor de las tres cuartas partes de las plazas de este concurso se logran cada año por los estudiantes de tres universidades: la universidad de París VI, la universidad de París XI y la universidad de Tolosa III. Estas universidades son las que tienen el mayor número de estudiantes en el concurso.
Hay 44 plazas disponibles en 2014, o sea 11 para cada escuela.

#### Clase preparatoria a las grandes escuelas TB
El concurso A TB está abierto a los estudiantes con un bachillerato STL (ciencias y  técnicas de laboratorio) o STAV (ciencias y  técnicas de la agronomía y de la vida) e inscritos en una clase preparatoria a las grandes escuelas TB (acrónimo de Tecnología y Biología).
Hay 8 plazas disponibles en 2014, o sea 2 para cada escuela.

#### Reorientación
El concurso D está abierto a personas que ya han validado 5 años de estudios superiores en un campo médico o biológico, como los que tienen una maestría o un doctorado en biología, un diploma de Estado de doctor en medicina, en farmacia o en cirugía dental, un diploma de ingeniería agrícola o un diploma de Estado de comadrona.
Hay 4 plazas disponibles cada año para este concurso, o sea 1 para cada escuela.

### Estudios en las escuelas de veterinaria
En Francia, hay cuatro escuelas de veterinaria:
- Oniris, Escuela nacional veterinaria, agroalimentaria y de la alimentación de Nantes-Atlántico
- Escuela nacional de veterinaria de Alfort
- Escuela nacional de veterinaria de Tolosa
- VetAgro Sup Lyon

Todas estas escuelas son instituciones públicas y dependen del ministero de Agricultura.
La única clasificación existente de estas escuelas se da indirectamente por el rango de los últimos llamados al final del concurso de ingreso. Esta clasificación refleja solamente el nivel de popularidad de estas escuelas para los estudiantes que aprobaron el concurso, puede ser consistente con la realidad o no. Las escuelas de Lyon y de Alfort son a menudo las dos escuelas que gozan del mayor prestigio para estos estudiantes. Esto se puede explicar por la edad de estas escuelas que fueron fundadas en el siglo XVIII, en contraposición a las escuelas de Tolosa y de Nantes, más nuevas y por lo tanto que han menos marcado el imaginario colectivo.
La duración de los estudios en estas escuelas de veterinaria es de 5 años. La cuota de inscripción es la misma en cada escuela y se fija anualmente por el ministero de Agricultura, para el curso académico 2014/2015 fueron de € 2.150 para los estudiantes no-becarios y gratuitos para los estudiantes becarios.

## Especialización

### Residencia
- Datos: Q3077419